# Castell de Corbins
El castell de Corbins, edifici declarat bé cultural d'interès nacional, s'alça a cim del turó que domina la població de Corbins des del nord, sobre la riba dreta de la Noguera Ribagorçana, gairebé en la seva confluència amb el Segre. Es conserva un gran casal i una estructura que podria ser d'una antiga torre.

## Història
La primera referència documental data del segle x. Segons el geògraf al-Rāzī, el castell de «Caravina» era un dels més importants del terme de Lleida. Sembla que era un «hisn» que formava part del grup de «husūn» situats sobre les conques fluvials amb la funció d'enquadrar les comunitats pageses. Al segle xii, ibn Gālib parla de la madīna de Corbins; aquesta citació dona constància d'un element d'hàbitat semi-urbà associat a l'antic «hisn».
Totes les fonts llatines destaquen la importància estratègica de la fortalesa de Corbins per la seva posició entre les ciutats de Lleida i Balaguer, aquesta última conquistada el 1105. Corbins fou un punt fronterer de primer ordre, lloc clau de la defensa de la ciutat de Lleida. La zona es trobà sotmesa a ràtzies contínues de musulmans i cristians durant més de quatre dècades. Corbins fou conquerit als musulmans poc abans de 1117 pel comte Ramon Berenguer III que l'atorgà en feu Arnau Berenguer d'Anglesola. Els almoràvits el van recuperar l'any 1126 en l'anomenada batalla de Corbins. Els almoràvits, aprofitant-se probablement de la rivalitat entre el comte de Barcelona i el rei d'Aragó, Alfons el Bataller, per tal d'apoderar-se de Lleida, envaïren el Segrià i amenaçaren les darreres conquestes del comtat d'Urgell. Segons el «Chronicon Dertusense», els cristians experimentaren en aquella batalla moltes pèrdues d'homes.

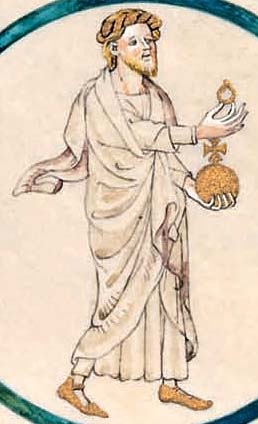
Ramon Berenguer IV

El 1143 Ramon Berenguer IV va establir que lliuraria el castell a l'orde del Temple quan fos conquerit definitivament. La conquesta de Lleida arribaria el 1149 i poc abans es devia ocupar Corbins. Tal com s'havia pactat, el castell fou lliurat als templers, tot i que els Anglesola hi van mantenir certs drets, adquirits en el moment de la primera conquesta, fet que va donar peu a litigis i acords, que no es van acabar fins al 1179, quan Arnau d'Anglesola i Ermessenda definiren a favor del Temple tot el que tenien a Corbins.
Gràcies a la donació del comte Ramon Berenguer IV l'any 1163, Corbins fou seu d'una comanda templera, de la qual es té referència segura des de l'any 1167 en esmentar-se el seu comanador, Bernat Sagrua.
Segons la Crònica de Jaume I, el 1275 es reuniren al castell de Corbins el futur Pere II, Ramon de Cardona, els comtes d'Empúries i de Pallars i altres cavallers. S'hi llegeix «...foren tots ajustats en Corbins e no volgen entrar en Lleida». Amb la supressió de l'orde dels Temple, la comanda de Corbins passà a l'orde de l'Hospital (1317), dins el Gran Priorat de Catalunya.
Els hospitalers tingueren comanador a Corbins fins al 1501. Al Gran Prior de Catalunya, al segle xvi se li varen adjudicar com a béns i rendes pròpies les de Corbins entre d'altres. El Gran Prior hi tenia jurisdicció civil i criminal. L'any 1590 Corbins té Guillem d'Iborra com a castlà. A començament del segle xvii Corbins és a la vegueria de Lleida pertanyent al Prior de Catalunya i continuarà en aquesta situació fins a la fi dels senyorius a Espanya.

## Arquitectura
Actualment està format per dues construccions, una de molt gran, paral·lela a la terrassa nord de la plataforma, de cara al riu i una altra de petita, a tramuntana de la primera, davant mateix de l'espadat.

### Gran casal
Gran casal, inclòs de manera independent a l'Inventari del Patrimoni Arquitectònic de Catalunya. És un edifici entre mitgeres de planta baixa i dos pisos situats al cim del poble, conegut pel "Castell", sense cap detall d'intenció artística a l'exterior i tampoc a l'interior, que ha estat bastant modificat. En un auster escut sobre el llindar del portal d'entrada s'hi representa una creu i la data que és il·legible en part. Gran escala d'entrada amb balustre de motius orgànics. Interiors ben conservats. Emmarcaments de pedra i portal dovellat.
La construcció és de planta quasi quadrada d'uns 30 m de costat que es pot datar des del segle xvii amb modificacions posteriors. Conserva part de l'edificació antiga visible als soterranis, situats al costat oriental, els quals formen dues dependències rectangulars de 10 m de fons per 5 m d'amplada l'una i de 2,5 m l'altra. Tenen 5 m d'alçada. Són cobertes amb volta de canó. Es comuniquen per una petita porta que sembla oberta tardanament, situada a l'extrem proper a la façana. Hi ha una mena de finestra elevada, i al cim de la volta hi ha una trapa tapiada, la qual cosa indica que antigament només hi havia comunicació per dalt. Les dues cambres tenen uns carreus molt regulars, d'uns 35 o 40 cm d'alt pel doble de llargada; són aparellats a trencajunt amb morter. La cambra més gran podria haver estat el rebost o la presó del castell.

### Antiga torre
L'edifici petit de tramuntana és una construcció independent situada al damunt de l'esplanada. Pel tipus de construcció i pels senyals dels picapedrers, es pot suposar que aquest edifici formà part del castell construït pels templers. És de planta quadrada, d'uns 12 m de costat. L'interior dels murs és de morter de calç i hi falten els carreus del revestiment exterior. Només es conserva l'alçada corresponent a la planta baixa, uns 4 m a l'exterior. El gruix dels murs és d'1,5 m aproximadament. L'interior és dividit en dues naus iguals, (4 X 8 m), separades per un mur d'1 m de gruix, no comunicades. Són cobertes amb volta de mig punt. Tenen porta al costat de migdia. Al mur nord de la nau de ponent hi ha una espitllera tapiada i una finestra de construcció moderna. Tot l'edifici està construït per dins amb carreu mitjà semblant al del soterrani de la casa gran i aparellat de la mateixa manera. La volta de l'estança de ponent està ben aparellada amb carreu regular. La de l'altra nau està feta de maçoneria amb arcs torals encastats. Alguns carreus de vora la porta de la nau de ponent tenen senyals de picapedrer típics de les construccions del segle xiii.
Per la documentació hospitalera se sap que hi havia una torre que devia correspondre als soterranis descrits, situada a l'angle sud-oriental del recinte. A partir de la torre es devien prolongar els murs que tancaven el recinte sobirà del castell deixant un pati al mig. En el mur de migdia es trobava la porta principal que accedia al pati directament. El conjunt format per la torre, el pati central i altres edificis annexos constituïa el recinte sobirà. Després, hi devia haver un recinte jussà que s'obria per migdia ocupant part de la plaça actual i pel costat tramuntana, baixant pel coster damunt del riu.